# Sead Mazreku
Sead Mazreku (9 augustus 1992) is een in Servië Geboren voormalig Kosovaars-Nederlands profvoetballer. De middenvelder stond onder contract bij SC Telstar. Vanaf het seizoen 2012/2013 speelt Mazreku voor topklasser ADO '20. Net voor het seizoen 2013/2014 ging een transfer naar het Cypriotische PAEEK niet door en bleef hij bij ADO '20.